# Kowalewiczki
Kowalewiczki (do 1945 niem. Neu Kugelwitz) – wieś w Polsce położona w województwie zachodniopomorskim, w powiecie sławieńskim, w gminie Darłowo.
Według danych z 28 września 2009 roku wieś liczyła 163 stałych mieszkańców.
W latach 1975–1998 miejscowość administracyjnie należała do województwa koszalińskiego.